# Kirysek szmaragdowy
Kirysek szmaragdowy (Brochis splendens) – gatunek słodkowodnej ryby sumokształtnej z rodziny kiryskowatych (Callichthyidae). Jest to ryba hodowana w akwariach.

## Występowanie
Kirysek szmaragdowy żyje w wodach Amazonki.

## Pożywienie
Kirysek szmaragdowy żywi się pokarmem opadającym na dno – suchym oraz żywym.

## Warunki hodowlane
Wymaga wolnej przestrzeni w akwarium, dlatego roślinność powinna rosnąć po bokach. Kolejnym warunkiem jaki powinien być spełniony to nieumieszczanie na dnie ostrych przedmiotów, ze względu na penetrowanie przez kiryski dna. Woda powinna być miękka do średnio twardej, pH około 7, o temperaturze 22–26 °C.

## Rozmnażanie
Kirysek szmaragdowy składa ikrę na spodzie dużych liści, ale również na liściach pływających. Nie opiekuje się ikrą. Młode wylęgają się po 4 dniach.